# ميناء كلاغ
ميناء كلانج (بالملايوية: Pelabuhan Klang)‏ بلدة ساحلية تحوي أكبر موانئ ماليزيا. على بعد حوالي 6 كيلومترات جنوب غرب مدينة كلانج، و 38 كيلومترًا للجنوب الغربي من كوالالمبور. وكان يصنف في عام 2012 ميناء الحاويات الحادي عشر من الأكثر نشاطا في العالم. كما احتل المركز الثاني عشر من حيث حجم عدد الحاويات (مليون حاوية مكافئة) في عام 2018 والمورد الأول لمخزون الألمنيوم في بورصة لندن للمعادن وهي أكبر بورصة للمعادن في العالم. يتكون الميناء من 48 رافعة عملاقة ومساحة جبار من أماكن تخزين الحاويات أنشأت في عام 2000 ويقوم بإدارتها apm ترمنالز الهولندية.